# Jules Forgeot
Pour les articles homonymes, voir Forgeot.
Jules Forgeot, né à Paris le 8 mars 1809 et mort à Arcachon le 4 mai 1877, est un général français, grand-croix de la Légion d'honneur.

## Biographie
Fils d'Étienne Henri Forgeot, alors employé des vivres de la Marine, il fait de brillantes études dans les lycées parisiens. Il est condisciple d'Evariste Galois dans la Maths Spé de  Louis Richard (1828). Il intègre l'École polytechnique (1828-1830). Quelques jours après la révolution de juillet, il en sort pour rejoindre l'École d'application de l'artillerie et du génie de Metz. Il en sort premier comme lieutenant et rejoint le 9e régiment d'artillerie à Bastia (12 février 1833).
Capitaine le 26 avril 1837, détaché à la manufacture d'armes de Mutzig (Bas-Rhin), puis à celle de Châtellerault, il passe en 1840 au 12e régiment d'artillerie et va combattre, sur sa demande, en Algérie, prenant part au passage du Teniah de Mouzaïa, à l'occupation de Médéah, au ravitaillement de cette ville et de Miliana. Pendant le blocus de Médéah par les troupes de l'émir Abd el-Kader, il commande l'artillerie de la place, et fut signalé par le général Duvivier comme un officier de grand avenir.
Le 3 octobre 1841, le commandant supérieur de la province de Titteri le cite. En 1842, il revient dans la métropole, est nommé chef d'escadron au 12e régiment d'artillerie et, peu après (31 décembre 1847), major au 9e régiment d'artillerie, ses supérieurs ayant remarqué qu'il s'intéressait beaucoup à la comptabilité et à l'administration des corps de troupes.
Au mois d'octobre 1851, se trouvant en garnison à Bourges, il reçoit le commandement d'une colonne mobile (issue du 9e R.A.) envoyée dans l'Arrondissement de Sancerre, où s'étaient manifestés de graves symptômes d'agitation. Dans cette mission, il fait preuve d'une grande fermeté et de beaucoup de modération ; il ramène presque instantanément le calme dans les esprits. Le Ministre de la guerre lui témoigne officiellement sa satisfaction et le fait nommer officier de la Légion d'honneur par décret spécial (31 octobre 1851).
Lieutenant-colonel au 8e régiment d'artillerie en 1852, il prend, le 16 mars 1854, le commandement du 1er régiment d'artillerie à pied, avant de recevoir, le 27 juin, le commandement de l'artillerie de réserve de l'Armée d'Orient. Il commande les troupes de son arme en Crimée, à la bataille d'Inkermann (5 novembre 1854) et à celle de Traktir (16 août 1855), est cité à ces occasions et, le 28 novembre 1855, nommé général de brigade.
Rentré en France en juin 1856, il commande l'artillerie de la 8e division militaire à Lyon (21 juin 1856) sous les ordres du maréchal de Castellane, puis dans la 16e division militaire à Rennes (31 octobre).
Au printemps 1859, la France volait au secours de l'Italie. Le 23 avril 1859, Napoléon III lui confie le commandement de l'artillerie du 1er corps d'armée d'Italie (maréchal Baraguey d'Hilliers), à la tête de laquelle il contribue à la prise de Melegnano et à la victoire de Solférino.
Appelé au commandement de l'artillerie de la Garde Impériale le 3 juillet 1859, il est nommé grand-officier de la Légion d'honneur le 15 juillet.
Promu divisionnaire le 7 mars 1861, à 52 ans, il siège au comité de l'artillerie. Il en est, pendant neuf ans, l'un des membres les plus actifs et les plus novateurs. Dans le même il assure l'inspection de plusieurs arrondissements de son arme.
Lorsqu'éclate la guerre de 1870, le général Forgeot est désigné pour commander l'artillerie du 1er corps de l'armée du Rhin (maréchal de Mac-Mahon), et ensuite comme commandant en chef de l'artillerie de l'armée de Chalons qui fut presque entièrement capturée à Sedan.
Interné avec son fils Lucien-Étienne à Wiesbaden, il rentre en France en mars 1871. Il devient président du Comité de l'artillerie (27 juin 1871), membre du Conseil supérieur de la guerre (5 octobre 1872) et membre du Comité de défense (11 juin 1873). Déployant une intense énergie pour faire aboutir ses idées, il ne se trouve pas suffisamment libre, ce qui le conduit à solliciter le commandement d'un corps d'armée. Le commandement du 10e corps d'armée à Rennes lui est alors confié.
Sa santé ébranlée le force, le 6 mai 1875, à demander sa mise en disponibilité. Par un décret du même jour, le Maréchal-Président de la République Mac-Mahon, sous les ordres duquel il avait servi, l'élève à la dignité de Grand-croix de la Légion d'honneur, sur proposition du général de Cissey.
Il compte alors près de 49 ans de services militaires et 8 campagnes avec plusieurs citations à l'ordre de l'armée.
Après deux années de souffrances, il meurt, victime de violentes attaques cardiaques, à Arcachon le 4 mai 1877 à l'âge de 68 ans. Il est enterré au cimetière de Blois.

## Services militaires
- 1828-1830 : élève à l'École polytechnique
- 6 août 1830 : sous-lieutenant élève à l'École d'application de l'artillerie et du génie de Metz
- 1er février 1833: lieutenant en 1er au 9e régiment d'artillerie de Bastia
- 26 avril 1837 : nomination au grade de capitaine (affectation à la manufacture d'armes de Mutzig)
- 6 juin 1838 : capitaine en 2d à la manufacture d'armes de Châtellerault
- 1er juillet 1838 : capitaine en 2d au 12e régiment d'artillerie implanté à Bayonne
- 13 mars 1841 : nommé capitaine en 1er au 12e régiment d'artillerie
- 9 décembre 1847 : nomination au grade de major (12e régiment d'artillerie)
- 31 décembre 1847 : affectation au 9e régiment d'artillerie
- 10 mai 1852 : nomination au grade de lieutenant-colonel (affectation au 8e régiment d'artillerie)
- 16 mars 1854 : lieutenant-colonel commandant le 1er régiment d'artillerie à pied
- 27 juin 1854 : nomination au grade de colonel (commandement de la réserve de l'artillerie de l'armée d'Orient)
- 14 avril 1855 : commandement du régiment d’artillerie de Toul monté
- 28 novembre 1855 : nomination au grade de général de brigade (affectation à l'État-Major Général)
- 3 juillet 1859 : commandement de l'artillerie de la Garde Impériale
- 7 mars 1861 : nomination au grade de général de division
- 16 juillet 1870 : commandement de l'artillerie du 1er corps de l'armée du Rhin
- 18 août 1870 : commandement en chef de l'artillerie de l'armée de Chalons
- 2 septembre 1870 : prisonnier de guerre à Sedan
- 22 mars 1871 : retour en France
- 23 juin 1871 : président du Comité de l'artillerie
- 28 septembre 1873 : commandant du 10e corps d'armée à Rennes

## Décorations

### Françaises
- Grand-croix de la Légion d'honneur (6 mai 1875)
  - Grand officier de l'ordre impérial de la Légion d'honneur (15 juillet 1859)
  - Commandeur de l'ordre impérial de la Légion d'honneur (décret spécial du 21 octobre 1854)
  - Officier de l'ordre national de la Légion d'honneur (décret spécial du 31 octobre 1851)
  - Chevalier de l'ordre royal de la Légion d'honneur  (ordonnance royale du 15 avril 1846)

- Médaille commémorative de la campagne d'Italie le 11 août 1859

### Étrangères
- Ordre du Médjidié de Turquie de 3e classe - mai 1855
- Chevalier compagnon de l'ordre du Bain d'Angleterre - 3 janvier 1856
- Médaille commémorative anglaise de la guerre de Crimée avec 4 agrafes « Sébastopol », « Alma », « Inckermann », « Balacklava »" - 8 juin 1857
- Médaille d'argent de la valeur militaire (Piémont) - 15 janvier 1857
- Commandeur de l'ordre militaire de Savoie - 16 janvier 1860

## Publication
- « Note sur l'emploi des places fortes pour la défense du pays » , juin 1879.

## Hommages
La caserne d'artillerie Forgeot fut construite à Chalons sur Marne entre 1874 et 1878 le long de l'allée des Mariniers. Elle pouvait abriter 984 chevaux. On plaça derrière la caserne un parc d'artillerie pour tout le matériel roulant du 6e corps.